# Литман, Алексей Давыдович
Алексе́й Давы́дович Ли́тман (27 декабря 1923 — 21 августа 1992) — советский и российский философ, историк философии, востоковед. Доктор философских наук.

## Биография
Родился в м. Старая Синява Каменец-Подольской губернии (Хмельницкая область) в семье служащего. 
Участник Великой Отечественной войны. Старший лейтенант. В действующий армии с июня 1942 г. по май 1945 г. Награждён орденом Отечественной войны II степени, медалью «За победу над Германией» и др. 
В 1950 году окончил философский факультет МГУ имени М. В. Ломоносова. 
В 1955 году защитил диссертацию на соискание учёной степени кандидата философских наук по теме «Творческий характер марксизма-ленинизма».
В 1951—1956 годах — учёный секретарь Отделения общественных наук и президиума АН Таджикской ССР. 
С 1957 года — научный сотрудник, с 25 декабря 1967 года — старший научный сотрудник Института востоковедения АН СССР.  
В 1975 году в МГПИ имени В. И. Ленина защитил диссертацию на соискание учёной степени доктора философских наук по теме «Философская мысль независимой Индии: (Основные направления и школы буржуазной философии): (Борьба индийских марксистов за научное мировоззрение)» (специальность 09.00.03 — история философии).

## Отзывы
Философ и востоковед М. Т. Степанянц отмечает, что «больше чем кто-либо из российских индологов об индийской философии XX в. писал Алексей Давыдович Литман».

## Научные труды

### Монографии
- Литман А. Д. Философская мысль независимой Индии: (Академические системы и религиозно-философские учения) / АН СССР. Ин-т народов Азии. — М.: Наука, 1966. — 268 с.
- Комаров Э. Н., Литман А. Д. Мировоззрение Мохандаса Карамчанда Ганди / Предисл. проф. Р. А. Ульяновского; АН СССР. Ин-т востоковедения. — М.: Наука, 1969. — 235 с.
- Современный национализм и общественное развитие зарубежного Востока / А. Д. Литман, А. С. Кауфман, Л. Р. Полонская и др. ; Отв. ред. А. Б. Беленький, Л. Р. Полонская. — М.: Наука, 1978. — 328 с. — (Пути развития освободившихся стран Востока).
- Литман А. Д. Традиции философского натурализма в Индии и мировоззрение Дев Атмы. — М.: Наука, 1982. — 216 с.
- Литман А. Д. Сарвепалли Радхакришнан. — М.: Наука, 1983. — 144 с.
- Литман А. Д. Современная индийская философия. — М.: Мысль, 1985. — 399 с.
- Челышев Е. П., Литман А. Д. Традиции великой дружбы: СССР — Индия. — М.: Радуга, 1985. — 229 с.
- Вафа А. Х., Литман А. Д. Философские взгляды Джавахарлала Неру / Вступ. ст. Р. А. Ульяновского. — М.: Наука, 1987. — 286 с.
- Культурное наследие народов Востока и современная идеологическая борьба / А. Д. Литман, Е. П. Челышев, Б. С. Ерасов и др.; Отв. ред. А. Д. Литман, В. М. Солнцев; АН СССР, Ин-т востоковедения. — М.: Наука, 1987. — 271 с. — 1500 экз.
- Литман А. Д. Философия в независимой Индии (Проблемы, противоречия, дискуссии) / АН СССР, Ин-т востоковедения. — М.: Наука, 1988. — 261 с.

### Статьи
- Литман А. Д. М. К. Ганди и его мировоззрение // Ганди М. К. Моя жизнь. М., 1959;
- Литман А. Д. Философские взгляды Р.Тагора // Рабиндранат Тагор. М.,1961;
- Литман А. Д. Религиозно-философское учение Свами Шивананды // Идеологические течения современной Индии. — М.: Наука, 1965. — 196 с. — 2700 экз.
- Литман А. Д. Экзистенциализм в Индии. // Современный экзистенциализм. Критические очерки. М., 1966. С. 532—560.
- Литман А. Д. Об определении понятия и классификации типов национализма в освободившихся странах // Народы Азии и Африки. 1973. № 1;
- Литман А. Д. Философские взгляды Дж. Неру // Мировоззрение Джавахарлала Неру. М., 1973;
- Литман А. Д. Проблемы секуляризма в развивающихся странах Востока (на материалах Индии) // Вопросы научного атеизма. Вып. 20. Актуальные проблемы истории атеизма и религии / Редкол. А. Ф. Окулов (отв. ред.); Акад. обществ. наук ЦК КПСС. Ин-т научного атеизма. — М.: Мысль, 1976. — С. 303—323. — 327 с. — 19 200 экз.

### Научная редакция
- Религии и атеизм в Индии: Сборник статей / Отв. ред. А. Д. Литман ; АН СССР. Ин-т востоковедения. — М.: Наука, 1973. — 206 с.
- Религия и общественная жизнь в Индии: [Сб. ст.] / АН СССР, Ин-т востоковедения; Отв. ред. А. Д. Литман, Р. Б. Рыбаков. — М.: Наука, 1983. — 295 с.
- Индуизм: традиции и современность: [Сб. ст.] / АН СССР, Ин-т востоковедения; Отв. ред. А. Д. Литман, Р. Б. Рыбаков. — М. : Наука, 1985. — 284 с.
- Общественная мысль Индии: Прошлое и настоящее: [Сб. ст.] / АН СССР, Ин-т востоковедения; [Отв. ред. А. Д. Литман]. — М. : Наука, 1989. — 243 с. ISBN 5-02-016970-6
- Культурное наследие народов Востока и современная идеологическая борьба / А. Д. Литман, Е. П. Челышев, Б. С. Ерасов и др.; Отв. ред. А. Д. Литман, В. М. Солнцев; АН СССР, Ин-т востоковедения. — М.: Наука, 1987. — 271 с. 1500 экз.
- Общественная мысль Индии: проблемы человека и общества : Сб. ст. / Рос. акад. наук, Ин-т востоковедения; Отв. ред. А. Д. Литман, Л. Р. Полонская. — М. : Наука: Издательская фирма «Восточная литература» РАН, 1992. — 289 с. ISBN 5-02-017355-X